# Johann Westhauser
Johann Westhauser (* 7. Juli 1960) ist ein deutscher Höhlenforscher. Seine aufwendige Rettung aus der Riesending-Schachthöhle 2014 erfolgte unter internationalem Medienecho.

## Leben und Wirken
Hauptberuflich arbeitet Johann Westhauser als Techniker am Institut für Angewandte Physik des Karlsruher Instituts für Technologie (KIT). Seine Arbeit für das KIT steht nicht in Zusammenhang mit der Höhlenforschung in seiner Freizeit.
Seit 1994 ist Westhauser Mitglied des Vereins Höhlenrettung Baden-Württemberg. Im Juli 2002 gehörte er als Speläologe in einem Team der Arbeitsgemeinschaft für Höhlenforschung Bad Cannstatt zu den Erstbefahrern der 1996 entdeckten Riesending-Schachthöhle im Untersberg. Er war gemeinsam mit Lars Bohg, Jürgen Kühlwein, Anja und Thomas Matthalm, Ulrich Meyer und Marcus Preißner einer der Protagonisten dieser ersten Phase der Erforschung der Höhle. Auch an der weiteren Erforschung der Höhle war er beteiligt. Westhauser ist damit ein erfahrener Erforscher der Höhle, die er bereits einige Dutzend Male erkundete.
Am 8. Juni 2014 gegen 01:30 Uhr (MESZ) wurde der damals 53-jährige Westhauser in der Riesending-Höhle in rund 1000 Metern Tiefe bei einem Steinschlag durch einen herabfallenden Stein schwer verletzt. Dabei erlitt er ein Schädel-Hirn-Trauma. In einer aufwendigen Rettungsaktion wurde Westhauser am 19. Juni 2014 um 11:44 Uhr aus der Höhle gerettet, danach vor Ort untersucht und anschließend per Helikopter zur weiteren Versorgung in die Murnauer Klinik transportiert, die er nach etwa zwei Wochen gesund verlassen konnte. Die Rettung Westhausers bildete auch das zentrale Thema in dem zweiteiligen Fernsehfilm-Drama Riesending – Jede Stunde zählt (2022) von Jochen Alexander Freydank mit Verena Altenberger, Maximilian Brückner und Anna Brüggemann in den Hauptrollen – Johann Westhauser diente hierbei als Rollenvorbild für Josef Häberle, den in dem Film der österreichische Schauspieler Roland Silbernagl verkörpert.
Nach dem Unfall hat Westhauser bis Juni 2024 weitere 6 Kilometer der Cannstatter Kameraden in der Riesending-Schachthöhle erforscht.

## Publikationen (im Hauptberuf)
- mit Victor P. Korolkov, Anatoly I. Malyshev, Alexander G. Poleshchuk, Vadim V. Cherkashin, Hans J. Tiziani, Christof Pruss, Thomas Schoder, Chuck Wu: Fabrication of gray-scale masks and diffractive optical elements with LDW glass. In: SPIE Proceedings. Band 4440, 2001, S. 73–84, doi:10.1117/12.448026 (Lithographic and Micromachining Techniques for Optical Component Fabrication).
- Patent  DE4203008: Verfahren zur Bestimmung der Kohlendioxidkonzentration in einer wäßrigen Lösung und Einrichtung zur Durchführung des Verfahrens. Angemeldet am 3. Februar 1992, Erfinder: mit Eberhard Pechhold.‌